# Chervona Hirka
Chervona Hirka  (ucraniano: Червона Гірка, literalmente Colina Roja) es una localidad del Raión de Odesa en el Óblast de Odesa de Ucrania. Según el censo de 2001, tiene una población de 459 habitantes.